# Panglao (Insel)
Panglao ist eine philippinische Insel im Südwesten der Provinz Bohol. Sie ist durch zwei Brücken mit der Stadt Tagbilaran verbunden. Die Insel hat eine Fläche von 99,25 km² und rund 62.000 Einwohner (Stand 2007). Sie ist in die Gemeinden Dauis (Nordosten) und Panglao (Südwesten) untergliedert.
Panglao ist eine touristisch beliebte Insel, die viele Hotelanlagen und Strände besitzt. Alona Beach ist der bekannteste Strand der Insel, aber auch Danao Beach, Dumaluan Beach und andere Strände erfreuen sich wachsender Beliebtheit. In der Tourismusbranche wird Panglao teilweise auch als Alternative zum weitaus bekannteren Boracay angeboten. Die Strände von Panglao werden auch unter anderem als Ausgangspunkt für Bootstouren genutzt, etwa nach Virgin Island oder Balicasag, und sind auch bei Tauchern sehr beliebt.

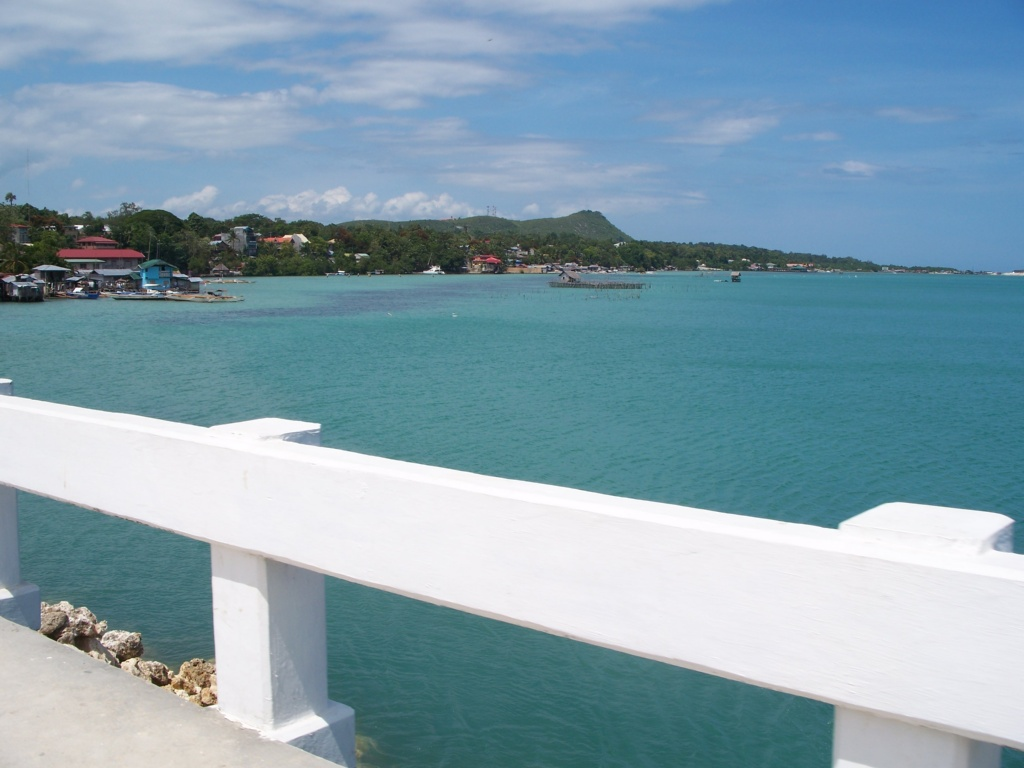
Blick von einer der beiden Brücken auf die Meerenge zwischen Bohol und Panglao

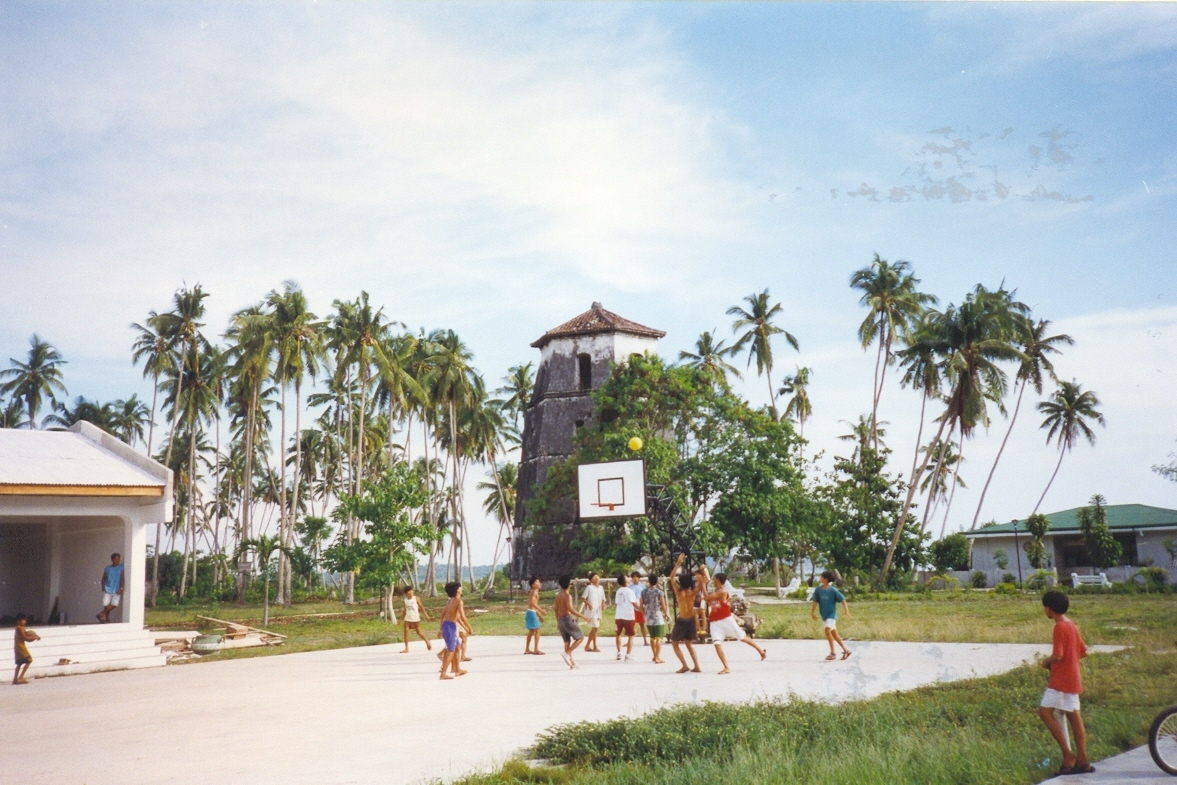
Basketballspiel auf Panglao in der Provinz Bohol

Da der Tourismus auf Bohol, und auch insbesondere Panglao, in den vergangenen Jahren stetig zunahm, wurde im Mai 2008 mit den Vorbereitungen zum Bau des Bohol-Panglao International Airport begonnen. Nach ursprünglicher Planung sollte dieser neue internationale Flughafen bereits im April 2010 den Betrieb aufnehmen und die Insel für Touristen einfacher erreichbar machen. Jedoch führten Schwierigkeiten mit der Finanzierung zu Verzögerungen und der Beginn der Bauarbeiten für die 2,5 km lange Start- und Landebahn wurde immer wieder verschoben. Daraufhin war die Fertigstellung der Runway bis Dezember 2010 anvisiert, die des Terminalgebäudes ein halbes Jahr später. Da sich jedoch seit Beginn der Planungsphase die Gesamtkosten für den Bau des Flughafens nahezu verdoppelt hatten, wären die freigestellten Gelder der Regierung bereits mit Bau der Startbahn aufgebraucht gewesen. Die Umsetzung des Projektes verzögerte sich daher weiter. Es gab auch Überlegungen, den Bau des Terminals mittels privater Investoren zu finanzieren. Am 23. März 2013 hat die Japan International Cooperation Agency einen Vertrag mit der Republik Philippinen unterzeichnet, nach dem die Japaner den Flughafen für 10,78 Milliarden Yen errichten. Vorgesehen war dann eine Eröffnung 2016, später wurde dieser Termin auf 2017 und zuletzt auf August 2018 korrigiert. Schließlich wurde der neue Flughafen am 27. November 2018 durch Präsident Rodrigo Duterte eröffnet.
An der Nordküste Panglaos findet man die Grotte Hinagdanan mit ihrem unterirdischen See. In der Grotte leben unzählige Fledermäuse. Ihren Namen erhielt sie aus dem Cebuano für Hagdan = Leiter. Der Name bedeutet, dass „ein Mann auf einer Leiter hinabsteigt“, was an die Entdeckung erinnern soll.
Seit 2013 gibt es eine Touristeninformation an der Panglao Island Circumferential Road, unweit vom Alona Beach.